# Mīnjūr
Mīnjūr är en ort i Indien.   Den ligger i distriktet Thiruvallur och delstaten Tamil Nadu, i den södra delen av landet, 1 700 km söder om huvudstaden New Delhi. Mīnjūr ligger 11 meter över havet och antalet invånare är 24 674.
Terrängen runt Mīnjūr är mycket platt.  Närmaste större samhälle är Tiruvottiyūr, 14,3 km söder om Mīnjūr. Omgivningarna runt Mīnjūr är en mosaik av jordbruksmark och naturlig växtlighet.